# Bert Ehm
Siegfried Bert Ehm (* 24. Oktober 1946 in Augustusburg) ist ein ehemaliger deutscher Fußballtrainer und -manager.

## Leben
Ehm, der im Erzgebirge geboren wurde und mit zwei Jahren nach Hamburg kam, spielte in seiner Jugend für den Hamburger SV, weitere Vereine in der Fußballlaufbahn des Verteidigers waren Teutonia 10, Union 03 Altona, TuS Alstertal, SC Urania Hamburg und USC Paloma Hamburg. Nach Einschätzung seines Weggefährten, dem Fußballjournalisten Dieter Matz, war Ehm „ein eisenharter Verteidiger und stets der Lautsprecher seines Klubs“, dessen „Kodderschnauze“ ihm nicht nur Freunde eingebracht habe. Ehm sagte über sich als Spieler, er sei ein „harter, schneller Linksverteidiger“ gewesen und habe seine Gegenspieler „90 Minuten vollgequatscht“. Von Herbert Ulatowski (damals Trainer in Curslack) wurde Ehm in den 1970er Jahren deshalb als „Rundfunkreporter“ bezeichnet. Ehm selbst sagte später, das Einreden auf Gegenspieler sei „psychologische Kriegsführung“ gewesen. Im Alter von 32 Jahren beendete eine Verletzung der Achillessehne seine aktive Zeit.
Ehm begann seine Trainerlaufbahn im Jahr 1978 beim Duvenstedter SV. 1981 gelang als Meister der Hamburger Bezirksliga Nord der Aufstieg in die Landesliga. Dort stand Duvenstedt als Aufsteiger in der Saison 1981/82 auf dem zweiten Tabellenplatz, als Ehm Mitte April 1982 beurlaubt wurde.
In seiner ersten Saison als Trainer des Meiendorfer SV (1982/83) gewann die Mannschaft den Meistertitel in der Landesliga Hamburg (Hansa-Staffel). 1985/86 verpasste er mit der Mannschaft als Dritter der Verbandsliga knapp den Einzug in die Oberliga-Aufstiegsrunde, Ehms Stürmer Axel Radtke wurde in diesem Spieljahr Torschützenkönig der Verbandsliga.
1986 wechselte Ehm zum TuS Hoisdorf in die Landesliga Schleswig-Holstein. Mit der Mannschaft, die mit ehemaligen Profispielern wie Manfred Mannebach, Peter Kilian und Dietmar Tönsfeldt verstärkt wurde, gewann er überlegen den Landesligatitel (56:4 Punkte, 116:14 Tore) und stieg in die Verbandsliga auf. Zwischen Saisonauftakt 1986/87 und September 1987 blieb Ehm mit Hoisdorf in 37 Spielen in Folge ungeschlagen. In der Saison 1987/88 führte Ehm die Hoisdorfer zum Sieg im Landespokal Schleswig-Holsteins sowie zum Gewinn der Meisterschaft in der Verbandsliga (55:5 Punkte, 86:21 Tore). Die Entscheidung fiel am letzten Spieltag, als Ehms Hoisdorf den Tabellenzweiten VfB Lübeck vor 5000 Zuschauern mit 1:0 bezwang. Damit zog er mit seiner Mannschaft in die Oberliga-Aufstiegsrunde ein. In dieser sicherte sich Ehm mit Hoisdorf dank einer Bilanz von drei Siegen und drei Unentschieden den Aufstieg in die Oberliga. Bereits vor diesem Erfolg stand fest, dass Ehm den Verein verlassen würde. Wegen eines Streits um die Aufstiegsprämie in Höhe von 3000 D-Mark sprach der TuS Hoisdorf im August 1988 ein Stadionverbot gegen Ehm aus.
Er wechselte zur Saison 1988/89 zum VfL 93 Hamburg (damals Bezirksliga). Ehm führte die Mannschaft als Bezirksligameister erst in die Landesliga. 1989 lag ihm ein Angebot von Holstein Kiel (damals Oberliga Nord) vor, ein Wechsel kam nicht zustande. Ehm blieb in Hamburg und stand mit dem VfL 93 im Mai 1990 im Endspiel um den Hamburger Verbandspokal, verlor dieses auf dem Sportplatz am Rothenbaum mit seiner Landesligamannschaft jedoch gegen den Verbandsligisten SC Victoria Hamburg (1:2 nach Verlängerung). Das Hamburger Abendblatt nannte Ehm im Dezember 1990 einen „der besten Kenner des Hamburger Amateurfußballs“, der als „schlagfertiges Schlitzohr“ gelte. Er sicherte sich in der Saison 1990/91 mit dem VfL 93 in einem hochspannenden Titelrennen die Meisterschaft in der Verbandsliga Hamburg, er hatte mit Frank Böse, Jürgen Degen und Walter Laubinger hochkarätige Spieler in seinen Reihen. Im Januar 1992 führte Ehm seine Mannschaft durch den Sieg beim Vorturnier zur Teilnahme am Hamburger Profi-Hallenturnier Ratsherrn-Cup. In der Saison 1991/92 lag Ehm mit dem VfL 93 an 24 Spieltagen an der Tabellenspitze der Verbandsliga, verpasste aber äußerst knapp den Meistertitel, da man am letzten Spieltag mit 0:1 gegen die Amateure des FC St. Pauli verlor und Verfolger SV Lurup gleichzeitig sein Spiel mit 5:0 gewann. Damit herrschte im Endstand zwischen dem VfL 93 und Lurup Punktegleichstand, im Torverhältnis lag Lurup jedoch einen Treffer vor Ehms Mannschaft. In der folgenden Aufstiegsrunde lockten Ehms VfLer bis zu 3700 Zuschauer zu den Heimspielen und wurden Zweiter, wodurch man ein Entscheidungsspiel gegen den Tabellenzweiten der Parallelgruppe erreichte. In diesem gewann Ehm mit seiner Mannschaft 1:0 gegen Atlas Delmenhorst und stand als Oberliga-Aufsteiger fest. Anfang Februar 1993 wurde sein Vertrag verlängert, im April 1993 kam es zwischen Ehm und dem VfL 93 zur Trennung, als der Trainer bei dem abstiegsgefährdeten Oberligisten seinen Rücktritt einreichte.
Er begann das Spieljahr 1993/94 als Trainer des Verbandsligisten Meiendorfer SV, Anfang November 1993 trat Ehm von seinem Amt zurück. Zu diesem Zeitpunkt stand die Mannschaft mit 6:18 Punkten auf dem drittletzten Tabellenrang. Am Folgetag seines Weggangs vom Meiendorfer SV wurde Ehm als neuer Trainer des Staffelkonkurrenten Barsbütteler SV vorgestellt. Barsbüttel führte er in der Saison 1993/94 auf den fünften Platz der Verbandsliga Hamburg, wodurch man das Teilnahmerecht an der neueingeführten Oberliga erlangte. Seine Trainertätigkeit in Barsbüttel dauerte bis Mitte April 1995, als er beurlaubt wurde, weil er seinem Co-Trainer den Laufpass gegeben hatte, der als sein Nachfolger vorgesehen war. Der Trennung waren wochenlang Uneinigkeiten innerhalb der Vereinsführung über eine Fortführung oder Beendung der Zusammenarbeit mit Ehm vorausgegangen.
Ab Oktober 1995 war Ehm Trainer des Harburger TB. Anfang Januar 1999 trat er beim Oberligisten von seinem Amt zurück. Da der Verein in geldlichen Schwierigkeiten steckte, hatte Ehm teilweise auf seine Aufwandsentschädigung verzichtet, sein Co-Trainer war ohne seine Kenntnis aus finanziellen Gründen entlassen worden, daraufhin verabschiedete sich Ehm vom HTB.
Mit Norderstedt trainierte er ab Januar 1999 einen Regionalligisten, mit dem er den Hamburger Pokal gewann und somit im August 1999 im DFB-Pokal auf den Bundesligisten VfB Stuttgart traf, die Begegnung aber mit 0:3 verlor. Ehm wurde in Norderstedt nach dem sechsten Spieltag der Saison 1999/2000 wieder entlassen. Im September 1999 übernahm er den Trainerposten beim Oberligisten Eimsbütteler TV, seine dortige Amtszeit dauerte bis Mai 2001.
Ab 2002 trainierte er den SC Victoria Hamburg, mit dem er 2007, 2008, 2009, 2010 Meister der Verbandsliga wurde, zweimal den Hamburger Pokal (2007 und 2010) gewann und sich damit für den DFB-Pokal qualifizierte. 2007 traf er mit Victoria in dem Wettbewerb auf den 1. FC Nürnberg und verlor mit 0:6. Am 15. August 2010 schlug Victoria Hamburg im DFB-Pokal den Zweitligisten Rot-Weiß Oberhausen überraschend mit 1:0. In der nächsten Pokalrunde traf Ehms Mannschaft auf den Bundesligisten VfL Wolfsburg. Im Vorfeld der Begegnung sorgte er mit markigen Sprüchen („Ich hätte nichts dagegen, wenn beim Abpfiff Blut am Pfosten klebt“, „Wir müssen uns in die Zweikämpfe reinbeißen, und der Gegner muss spüren, dass es wehtut, gegen uns zu spielen“) für Aufsehen. Ehm und Victoria unterlagen dem VfL vor 8370 Zuschauern 1:3. Sein Abschied vom SC Victoria im Januar 2011 sei nicht ganz freiwillig erfolgt, so Ehm, dem seitens des Vereinsvorsitzenden einige Wochen zuvor noch zugestanden worden war, nur selbst über den Zeitpunkt seines Abschieds entscheiden zu können. Ehm gab anschließend dem Meiendorfer SV die Zusage, zur Saison 2011/12 an seine alte Wirkungsstätte zurückzukehren, zog seine Zusage im Februar 2011 aber wegen zahlreicher Spielerabgänge beim MSV zurück. Zur Saison 2011/12 wechselte Ehm schließlich zum FC Elmshorn in die Landesliga und arbeitete dort ein Spieljahr lang mit Eugen Igel (Sportlicher Leiter) zusammen. Die beiden gehörten in ihrer Zeit zu den erfolgreichsten Trainern im Amateurfußball im Großraum Hamburg und wurden als „zwei Charakterköpfe des Hamburger Fußballs“ bezeichnet. Ehm führte Elmshorn als Trainer im Mai 2012 zum Gewinn des Landesliga-Meistertitels und auf diese Weise zum Aufstieg in die Oberliga, nach diesem Erfolg kam es zur Trennung. Im Sommer 2012 übernahm Ehm das Traineramt bei Germania Schnelsen (Oberliga), Anfang Dezember 2013 endete die Zusammenarbeit. Im Mai 2014 kehrte er zum FC Elmshorn zurück, übernahm diesmal das Amt des Sportlichen Leiters. Mit dieser Aufgabe betrat er Neuland. Anfang September 2014 wurden Ehm und Trainer Bernhard Schwarz in Elmshorn entlassen. Von 2015 bis 2016 war Ehm Sportchef des TSV Sasel.
Ab dem 1. Juli 2016 war Ehm beim Oberligisten FC Teutonia 05 Ottensen als Sportdirektor tätig, bis dieser ihn am 26. September 2017 fristlos entließ. Ehm, ein passionierter Mallorca-Fahrer, gilt als Ikone des Hamburger Amateurfußballs und Legende des Fußballsports in der Hansestadt. Auf der Internetseite des Deutschen Fußball-Bundes wurde er im Jahr 2012 als „Hamburgs erfolgreichster Amateur-Trainer der letzten 25 Jahre“ bezeichnet. Er selbst beschrieb seine Fußballphilosophie 2010 mit den Worten: „Es geht weniger um Schönheit als um Kampf und Sieg“. Fußball sei aus seiner Sicht „nicht nur Technik, sondern in erster Linie Leidenschaft“. Die Fachzeitschrift Sport-Mikrofon bezeichnete Ehm wegen seiner impulsiven Art einmal als „graumelierten Springteufel“.

## Kontroverse
Auf einer Pressekonferenz am 22. September 2017, im Nachgang zum Spiel der Oberligisten FC Teutonia 05 Ottensen gegen TuS Dassendorf, rief Ehm die Worte „Sieg Heil!“. Der Vorfall wurde per Video aufgezeichnet und fand seinen Weg schnell ins Internet. Als Reaktion auf diesen Vorfall beurlaubte der FC Teutonia 05 Ottensen am 26. September Ehm mit sofortiger Wirkung, um ihn zwei Tage später zu entlassen.
Der Verein begründete die Beurlaubung Ehms mit folgenden deutlichen Worten:

„Der FC Teutonia 05 distanziert sich auf Schärfste von Rassismus, Faschismus und nationalistischem Gedankengut in Wort und Bild. Bert Ehm hatte zum Abschluß der Pressekonferenz im Rahmen des Spiels TuS Dassendorf gegen FC Teutonia 05 zwei Wörter verwendet, die in unserer Gesellschaft, unserem Sport und im friedlichen Miteinander nichts verloren haben. Diese Worte stehen entgegengesetzt zu den Werten des FC Teutonia 05. Der FC Teutonia 05 ist stolz auf Integration, Soziales und Gemeinschaft mit über 35 Mannschaften auf nur einer Anlage in Hamburg-Ottensen. Seine Mitglieder kommen aus über 22 Nationen und üben den Fußballsport vom Kindergartenalter bis zu den Super-Senioren aus.“

Ehm entschuldigte sich am 26. September 2017 öffentlich. Ihm sei das herausgerutscht und beteuerte, dass der Ausruf keineswegs seinem Gedankengut entspreche. Er wurde vom Hamburger Fußball-Verbandes bis zum Ende der Saison gesperrt und zu einer Geldstrafe in Höhe von 1000 Euro verurteilt. Ehms Einspruch wurde stattgegeben, die Geldstrafe auf 600 Euro heruntergesetzt und das Tätigkeitsverbot als Trainer im Hamburger Fußball bis März 2018 gestutzt. Im März 2018 sagte Ehm rückblickend: „Der Spruch war scheiße, ist aber passiert. Ich habe dafür gebüßt, jetzt muss genug sein“. Durch das wochenlang anhaltende Medienecho nach dem Vorfall habe er sich „wie ein Schwerverbrecher gefühlt“, so Ehm.

## Privates
Ehm ist geschieden, eigener Aussage nach scheiterten zwei Ehen wegen des Fußballs. Er war als Prokurist bei einer Wirtschaftsauskunftei tätig und später als selbstständiger Versicherungskaufmann bis Oktober 2015 Geschäftsführer einer eigenen Agentur. Ehms Sohn Boris war mehrmaliger Hamburger Jugendmeister im Schwimmen.
Ehm sagte 2007 über sich selbst und sein Mundwerk: „Ich habe leider nicht die Disziplin in mir, verbale Dinge, die man mir an den Kopf schmeißt, zu ignorieren. Ich muss in den meisten Fällen eine Antwort geben, und das ist bestimmt nicht immer richtig.“

## Auszeichnungen
- 2008: Hamburger Trainer des Jahres
- 2010: Hamburger Trainer des Jahres[45]